# Inhaúma
Inhaúma é um município brasileiro do estado de Minas Gerais. Sua população recenseada em 2022 era de 6 239 habitantes.

## Toponímia
O nome da cidade, Inhaúma, por si só, já revela quem eram seus primeiros habitantes. Há duas versões para a origem indígena do nome: a primeira estaria relacionada a uma ave característica da região, denominada pelos indígenas de Anhuma (ou Inhuma ou Inhaúma); a segunda, diz que é uma derivação de “nhae-u”, nome que os indígenas davam a argila existente na região utilizada para moldar utensílios, o que daria origem inclusive à tradição local de fabricação de panelas de cerâmica, até hoje praticada no município. Uma terceira história diz que antes de se ter a cidade como é hoje existia um barzinho da região cuja dona chamava-se Inhá, e os frenquentadores pediam: Inhá uma..

## História
O município foi criado em 1948, desmembrando-se de Sete Lagoas. A primeira autoridade pública municipal foi o prefeito Antonio Olímpio França, conforme Juízo Eleitoral da 144ª Zona do Estado de Minas Gerais, de acordo com a resolução nº 2207 do Tribunal Superior Eleitoral, de 5 de setembro de 1947, artigo 39. Com a instalação do município, até que as eleições fossem realizadas, Inhaúma foi governada pelo intendente, o Dr José Gonçalves Amorim.
"Doou os terrenos à igreja um dos membros da família fundadora, Senhor Francisco Migre, cujo nome hoje figura em um dos logradouros públicos da cidade, como homenagem póstuma."
A igreja da cidade foi construída e dedicada à São Sebastião, intitulado o padroeiro de Inhaúma. A paróquia foi fundada no ano de 1880. Em sua igreja são realizadas missas semanalmente, contato com uma grande participação de devotos de São sebastião. O pároco atual da cidade é o Reverendíssimo Padre Luís Fernando Barbosa Soares. 
O gentílico para Inhaúma é inhaumense.